# Гонсало Пінеда
Гонсало Пінеда Реєс (ісп. Gonzalo Pineda Reyes, нар. 19 жовтня 1982, Мехіко, Мексика) — колишній мексиканський футболіст, що грав на позиції півзахисника.
Виступав за національну збірну Мексики. Триразовий чемпіон Мексики.

## Клубна кар'єра
У дорослому футболі дебютував 2002 року виступами за команду клубу «УНАМ Пумас», в якій провів три сезони, взявши участь у 63 матчах чемпіонату. За цей час двічі виборював титул чемпіона Мексики.
Своєю грою за цю команду привернув увагу представників тренерського штабу клубу «Гвадалахара», до складу якого приєднався 2006 року. Відіграв за команду з Гвадалахари наступні сім сезонів своєї ігрової кар'єри.
Згодом з 2010 по 2013 рік грав у складі команд клубів «Сан-Луїс», «Крус Асуль», «Пуебла» та «Керетаро».
Завершив професійну ігрову кар'єру у клубі «Сіетл Саундерз», за команду якого виступав протягом 2014—2015 років.

## Виступи за збірну
2004 року дебютував в офіційних матчах у складі національної збірної Мексики. Протягом кар'єри у національній команді, яка тривала 5 років, провів у формі головної команди країни 44 матчі, забивши 1 гол.
У складі збірної був учасником розіграшу Кубка конфедерацій 2005 року у Німеччині, розіграшу Золотого кубка КОНКАКАФ 2005 року у США, чемпіонату світу 2006 року у Німеччині, розіграшу Кубка Америки 2007 року у Венесуелі, на якому команда здобула бронзові нагороди.

## Досягнення
- Чемпіон Мексики:

«УНАМ Пумас»: Клаусура 2004, Апертура 2004
«Універсідад де Гвадалахара»: Апертура 2006
- Бронзовий призер Кубка Америки: 2007